# Glauco (sous-marin, 1935)
Pour les articles homonymes, voir Glauco (sous-marin).
Le Glauco est un sous-marin, navire de tête de la classe Glauco, en service dans la Regia Marina à partir de 1935 et ayant servi pendant la Seconde Guerre mondiale.

## Caractéristiques
Les sous-marins de la classe Glauco étaient des versions améliorées de la précédente classe Squalo. Ils déplaçaient 1 071 tonnes en surface et 1 326 tonnes en immersion. Les sous-marins mesuraient 73 mètres de long, avaient une largeur de 7,2 mètres et un tirant d'eau de 5,12 mètres.
Pour la navigation de surface, les sous-marins étaient propulsés par deux moteurs diesel FIAT de 1 500 chevaux (1 119 kW), chacun entraînant un arbre d'hélice. En immersion, chaque hélice était entraînée par un moteur électrique CRDA de 600 chevaux-vapeur (447 kW). Ils pouvaient atteindre 17 nœuds (31 km/h) en surface et 8 nœuds (15 km/h) sous l'eau. En surface, la classe Glauco avait une autonomie de 9 760 milles nautiques (18 080 km) à 8 noeuds (15 km/h) ; en immersion, elle avait une autonomie de 110 milles nautique (200 km) à 3 noeuds (5,6 km/h).
Les sous-marins étaient armés de huit tubes lance-torpilles internes de 53,3 cm (21 pouces), quatre à l'avant et quatre à l'arrière. Ils transportaient un total de 14 torpilles. Ils étaient également armés de deux canons de pont de 100 mm (3,9 in) calibre 47 Mod. 1931, un à l'avant et un à l'arrière de la tour de contrôle (kiosque), pour le combat en surface. Leur armement anti-aérien consistait en une ou deux mitrailleuses Breda Model 1931 de 13,2 mm.

## Construction et mise en service
Le Glauco  est construit par le chantier naval Cantieri Riuniti dell'Adriatico (CRDA) de Monfalcone en Italie, et mis sur cale le 10 octobre 1932. Il est lancé le 5 janvier 1935 et est achevé et mis en service le 20 septembre 1935. Il est commissionné le même jour dans la Regia Marina.

## Historique
Le Glauco  est affecté au IVe groupe de sous-marins à Tarente. Il a participé clandestinement à la guerre civile d'Espagne avec deux missions effectuées entre décembre 1936 et août 1937; la seconde a été interrompue parce que certains membres de l'équipage avaient été intoxiqués par une fuite de chlorure de méthyle,.
En 1938, il opère en mer Rouge, basé à Massawa, pour tester ses performances dans les eaux chaudes. Il effectue une croisière au large de la Somalie du 29 décembre 1938 au 24 janvier 1939 avec le sous-marin Perla De toute façon, il retourne en Méditerranée avant que l'Italie n'entre en guerre .
Déjà au début de la guerre, il était prévu de l'envoyer opérer dans l'Atlantique. Il aurait dû partir dans les premiers jours de juin, mais la mission est annulée car l'attaque du détroit de Gibraltar est attendue en surface et, avec la nouvelle lune, il aurait été facilement repérable.
Le 26 juin 1940, alors qu'il se trouve à l'ouest du Cap Carbon (où il est depuis trois jours) sous le commandement du capitaine de frégate Candido Corvetti, il lance sans succès deux torpilles contre le vapeur anglais Baron Erskine (3 657 tonneaux de jauge brute), qui se dirige vers Gibraltar avec l'escorte d'une unité plus petite. Le Glauco ouvre le feu avec son canon de pont qui touche et endommage le navire, qui s'éloigne cependant, aidé aussi par la mer agitée qui complique le tir,,.
Après quatre missions infructueuses en Méditerranée (avec un total de 2 634 milles nautiques (4 878 km) parcourus en surface et 351 milles nautiques (650 km) en immersion), il est décidé de l'envoyer en Atlantique,. Après un report pour panne survenu peu après le départ, il quitte Naples le 26 septembre 1940 (sous le commandement du capitaine de frégate Giuseppe Mellina), il franchit le détroit de Gibraltar le 2 octobre (s'enfonçant jusqu'à plus de 120 mètres à cause des courants) et le lendemain, au large des Açores, il attaque trois navires identifiés comme des destroyers avec le lancement de trois torpilles contre l'un d'eux (le commandant du Glauco pensait l'avoir touché, mais il n'y a pas de confirmation),,. Le 7 octobre, il aperçoit un convoi de 18 navires se dirigeant vers le nord-nord-ouest, puis un second de 12 unités, se dirigeant vers le nord-est. Il tente de poursuivre un convoi sans succès en raison de pannes de moteur, ce qui a réduit sa vitesse à seulement 7,5 nœuds,. Le 22 du mois, il a finalement atteint Bordeaux, où se trouve la base italienne de Betasom, sans avoir coulé aucun navire ennemi.
Pour n'avoir poursuivi le convoi que pendant un temps, et pour avoir lancé le signal de découverte six heures après l'avoir repéré, le commandant Mellina est sévèrement critiqué par le commandant de Betasom, l'amiral Parona, puis relevé du commandement du sous-marin.
Le 23 décembre 1940, le sous-marin, désormais sous le commandement du lieutenant de vaisseau (Tenente di vascello) Luigi Baroni, quitte Bordeaux pour sa deuxième mission atlantique, à l'ouest de l'Ecosse. Le 9 janvier 1941, il lance une torpille contre un navire marchand de 3 900 tonneaux, le ratant. Puis une bataille d'artillerie lourde éclate entre le navire et le Glauco, après quoi le sous-lieutenant de vaisseau Carlo Marenco di Moriondo (officier d'armes du Glauco) est blessé et décède poussé dans la mer par une vague (sa mémoire a été récompensée par la médaille d'or de la valeur militaire), tandis que le transport, bien qu'endommagé, a pu s'éloigner car il est plus rapide,,. Le sous-marin rentre ensuite à Bordeaux sans avoir conclu quoi que ce soit.
Le 27 janvier, le Glauco part pour sa troisième mission atlantique, au large de Porto. Le 14 avril, cependant, il est détecté par trois chasseurs de sous-marins qui le bombardent de 130 grenades sous-marines, l'endommageant au point de le contraindre à rentrer à la base (le sous-marin arrive à Betasom le 22 avril 1941),.
Le 24 juin 1941, le Glauco, après les réparations, quitte Bordeaux pour retourner en Méditerranée, mais trois jours plus tard, il est repéré par le destroyer HMS Wishart (D67) alors qu'il passe le détroit de Gibraltar et soumis à la chasse avec des grenades sous-marines jusqu'à ce qu'il doit refaire surface à cause des dégâts. Canonné avec la mort de huit hommes (un officier, trois sous-officiers et quatre entre les sous-officiers et les marins), le Glauco se saborde à environ 330 milles nautiques (611 km) à l'ouest du cap Spartel,. Le reste de l'équipage est récupéré (et fait prisonnier) par les britanniques,.

## Devise
Le nom Glauco avait été précédemment attribué à un sous-marin lancé en 1905 qui avait participé à la Première Guerre mondiale. Les deux sous-marins partageaient également la même devise, "Gloria audaciae comes" ("La gloire est la compagne de l'audace"), qui dans la Marina Militare sera également attribuée au destroyer lance-missiles sol-sol et antinavire Audace (D 551).